# El lugar más pequeño
El lugar más pequeño es una película mexicana/salvadoreña estrenada en 2012, en el marco del Festival Ambulante de la Ciudad de México, y se exhibió desde el 11 de enero hasta el 24 de febrero de 2012. 
Es la opera prima de la directora salvadoreña Tatiana Huezo Sánchez.

## Sinopsis
Eran cinco familias que caminaron durante días por la selva. Cuando llegaron a lo que fue su pueblo, no había quedado nada en pie. La antigua plaza del pueblo estaba llena de huesos desperdigados. La gente se organizó y comenzaron a juntar los restos de sus muertos. Hoy la vida se abre paso de nuevo, entre las pesadillas y las heridas de una guerra civil terrible. Los personajes, campesinos de un pueblo mayoritariamente guerrillero, intentan seguir viviendo con la imagen siempre presente de sus muertos, sembrando la tierra y cuidando de sus animales. Aún habiendo sido obligados a entregar las armas, permanecen organizados para no olvidar
 ambulante.com.mx (26/04/2012)

Tras la guerra civil de El Salvador el país se encontró antes una situación desoladora, con miles de desaparecido y muertos, muchos pueblos desaparecieron. El filme muestra los testimonios de las personas y las distintas formas de vivir después de ello, específicamente se muestra el caso de cinco familias que, catorce años tras la guerra, regresan al pueblo de Cinquera para reencontrarse con sus orígenes.

La película busca la reconstrucción de lo que dejó la guerra del pueblo por medio de los testimonios de los habitantes de la localidad. Esta película hace énfasis en la necesidad de la memoria. Y de la capacidad humana de reconstruirse y reinventarse tras la guerra. Así como la capacidad de asumir el legado de la guerra para poder seguir creciendo.

Este documental nos permite introducirnos en la vida de los pobladores que recuerdan las horribles situaciones de tortura, violación y mutilación; un hombre habla sobre la locura que lo consumió; una mujer vieja habla sobre la muerte de su hija.

## Crítica
La experiencia de la guerra civil de El Salvador fue traumática para sus habitantes, lo que esta película nos permite ver es la forma en que los habitantes de un pueblo diezmado por la guerra reconstruyen sus vidas. 
El carácter de documental permite una mayor aproximación a los horrores de la guerra a través de las experiencias propias de cada los supervivientes.

Por medio de anécdotas señala la importancia de la memoria ya que se basa en los testimonios orales y físicos de la población. Es una película que busca tener una postura neutral frente a la guerra civil de El Salvador y de los pobladores.

## Comentarios
El proyecto de este documental surge a partir de un viaje realizado por la directora al poblado de Cinquera de donde su abuela es originaria, al enfrentarse a la realidad del lugar, y a la forma en que la guerra, aunque concluida tiempo atrás, seguía formando parte de la vida cotidiana del lugar, tuvo la necesidad de narrar esa historia.

Es una película que invita a la reflexión sobre lo que significa la huella de la violencia en cualquier ser humano
 Revista Proceso

## Premios
- Ópera Prima Documental (2009)
- Beca Gucci-Ambulante (2010)
- Mejor Largometraje Documental en la LIV entrega del Premio Ariel de la Academia Mexicana de Artes y Ciencias Cinematográficas,  México (2011)
- Premio FIPRESCI, Mención Especial en el Festival Internacional de Cine de Mar del Plata (2011)
- Mejor documental del Festival Internacional de Cine Independiente de Cosquín,  Argentina (2012)
- Premio al Mejor Largometraje del Festival Visions Du Réel en  Suiza (2012)
- Mención especial del XXVII International Documentary Film Festival de Múnich (DOK.fest München),  Alemania (2012)
- Primer premio del Festival de la Paz del XXVII Festival de Cine Independiente en Osnabrück,  Alemania (2012)
- Premio Radio exterior de España del Palmarés XVIII de la Mostra de Cine Latinoamericano de Catalunya,  España (2012)
- Premio Corazón por Mejor documental en The 19th Annual San Diego Latino Film Festival,  Estados Unidos (2012)